# Nedeia
Nedeia – wieś w Rumunii, w okręgu Dolj, w gminie Gighera. W 2011 roku liczyła 985 mieszkańców.